# توزيع طبيعي متعدد المتغيرات

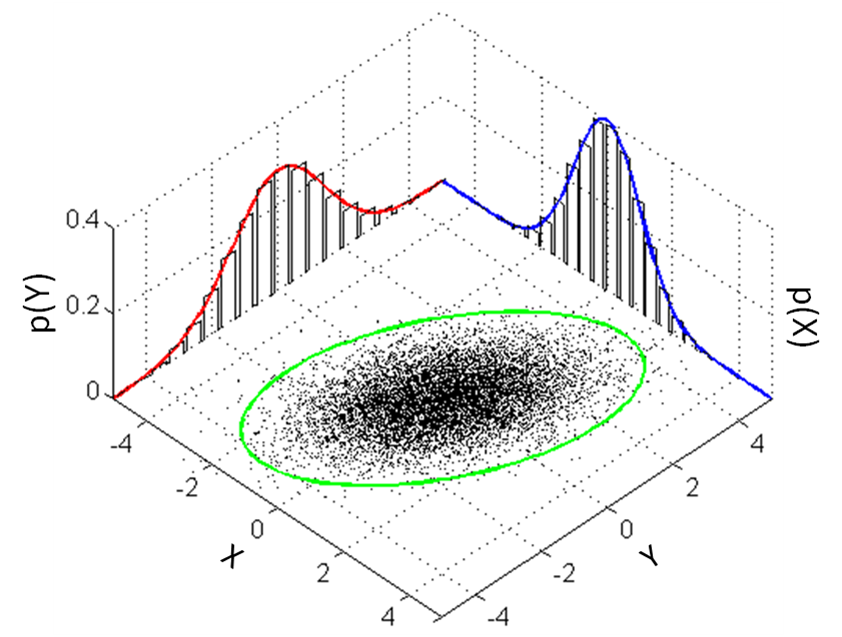

في نظرية الاحتمال والإحصاء يُعتبر التوزيع الطبيعي متعدد المتغيرات أو توزيع غاوسي متعدد المتغيرات تعميم (متغير واحد) لـتوزيع احتمالي طبيعي من أحادي الأبعاد إلى أعلى الأبعاد. أحد التعريفات المحتملة هو أن المتجه العشوائي يكون k-متغير يوزع بصورةٍ طبيعية، لو تحتوي كل تركيبة خطية من مكونات k على توزيع طبيعي وحيد المتغير. ومع ذلك، تستمد أهميتها بشكلٍ رئيسي من مبرهنة النهاية المركزية متعددة المتغيرات. يُستخدم غالبًا التوزيع الطبيعي متعدد المتغيرات لوصف- على الأقل تقريبًا- أي مجموعة (محتملة) من المتغيرات العشوائية المرتبطة بالقيمة الحقيقية حيث يتجمع كل واحد منها حول متوسط القيمة.

## التعريف
المتجه العشوائي x = (X1, …, Xk)' يُقال إنه يحتوي على التوزيع الطبيعي متعدد المتغيرات، إذا استوفى الشروط الموازية التالية.
- كل تركيب خطي من مكوناته Y = a1X1 + … + akXk يتم توزيعه بشكل طبيعي. هذا يعني، لأي متجه ثابت a ∈ Rk، المتغير العشوائي Y = a′x لديه توزيع طبيعي وحيد المتغير.
- يوجد هناك متغير ℓ-عشوائي z، الذي تُعتبر مكوناته معيار مستقل للمتغيرات العشوائية الطبيعية، a k-متغير μ،و a k×ℓ مصفوفة A، مثل x = Az + μ. هنا ℓ يكون بمثابة صف مصفوفة التغاير Σ = AA′. خاصة في حالة الصف الكامل، انظر المقطع أدناه عن التفسير الهندسي.
- يوجد k-متجه μ وk×k مصفوفة Σ متناظر ذو قيمة غير سالبة محددة -، بحيث تكون الدالة المميزة لـx

{\displaystyle \varphi _{\mathbf {x} }(\mathbf {u} )=\exp {\Big (}i\mathbf {u} '{\boldsymbol {\mu }}-{\tfrac {1}{2}}\mathbf {u} '{\boldsymbol {\Sigma }}\mathbf {u} {\Big )}.}
يسمح لمصفوفة التغاير أن تكون مفردة (في الحالة التي لا يوجد للتوزيع المتكافئ كثافة). كثيرًا ما تظهر تلك الحالة في الإحصاء، فعلى سبيل المثال، تظهر في توزيع متجه اختلاف القيم المتبقية في انحدار المربعات الصغرى العادية. يجب ملاحظة أن Xi لا يكونوا مستقلين غالبًا، ويمكن النظر إليهم كنتيجة لتطبيق المصفوفة A على مجموعة من متغيرات غاوسي المستقلة z.